# Wenecja Bydgoska
Wenecja Bydgoska – zespół architektoniczny Starego Miasta w Bydgoszczy zbudowany bezpośrednio nad rzeką Młynówką.
Jest to ciąg kamienic stanowiący południową oraz zachodnią pierzeję rzeki Młynówki oraz Wyspy Młyńskiej w Bydgoszczy. 
Kamienice te należą do ulic: Przyrzecze, Długiej, Wełniany Rynek, Poznańskiej, Świętej Trójcy oraz Czartoryskiego.

## Historia
Historia Wenecji Bydgoskiej rozpoczęła się w XIX wieku. Jeszcze na początku wieku na stromym brzegu rzeki znajdowały się pojedyncze budynki. 
Z upływem czasu na nabrzeżu Brdy zaczęły powstawać kamienice, warsztaty i zakłady. Główną zaletą tej lokalizacji był łatwy dostęp do wody oraz położenie w centrum miasta. Początkowo obszary położone bezpośrednio nad rzeką były użytkowane jako ogrody, później zaczęto je zabudowywać.
W 1873 zabudowa była już zwarta w linii frontowej, z zabudową oficynową, która zaczęła schodzić do brzegu rzeki Młynówki.
Ok. 1870 wykonano murowaną ławę na palach drewnianych, która stała się podstawą do wznoszenia zabudowy nad samą rzeką. 
W końcu XIX wieku krajobraz Wenecji Bydgoskiej nabrał charakteru mieszkalno-przemysłowego. Właścicielami kamienic byli kupcy, rzadziej rzemieślnicy i fabrykanci. W domach prowadzono różnorodną działalność; działały tu fabryki opakowań, papierosów, fabryka czekolady i wyrobów cukierniczych "Lukullus" (1925–1939), piekarnie, rzeźnie, drukarnie (w tym "Dziennika Bydgoskiego"), farbiarnie (od 1830, zaś od 1893 duża farbiarnia Wilhelma Koppa), fabryki spirytusu i drożdży (m.in. od 1893 rafineria spirytusu Augusta Frankego w Bydgoszczy), tartak, a także restauracje.
Na początku XX w. zabudowana już całkowicie pierzeja kamienic ze względu na oryginalne położenie stała się atrakcją turystyczną miasta, chętnie utrwalaną na pocztówkach i obrazach malarzy.
Szczególnie dużo prac artystów powstało w okresie międzywojennym, ale również powojennym (F. Gajewski, J. Rupniewski, O. Sager, E. Kwiatkowski, B. Nowicki, A. Grzęska-Męczyńska, L. Płoszay, F. Konitzer, F. Brzęczkowski, J. Pieniążek, K. Zwichel).

## Charakterystyka
Cechą charakterystyczną kamienic Wenecji Bydgoskiej jest bezpośrednie sąsiedztwo z rzeką. To konglomerat krajobrazu i nadrzecznej architektury. Specyfikę Wenecji stanowi gęsta, lecz rozczłonkowana zabudowa wchodząca w wodę. Budynki zachowane z końca XIX wieku są generalnie w swoim pierwotnym stanie. Niektóre z domów (od lat nie remontowane) są w złym stanie technicznym. 
Mimo że zabudowa Wenecji tworzy spójną urbanistycznie całość, to jej struktura pozostaje zróżnicowana i składa się z trzech części:
- wschodniej – obejmuje pas gruntu między rzeką a ul. Przyrzecze; wybudowane tam budynki należały do najstarszych w rejonie Wenecji, m.in. znany z pocztówek galeriowiec (1873–1990)

- południowej – największy blok zabudowy przy ul. Długiej, Wełniany Rynek i Poznańskiej; zachowała się w pierwotnym stanie, w tym wiele domów obecnie jest zrujnowanych; ukształtowanie terenu w postaci stromej skarpy sprawiło, że częste są tarasowe rozwiązania podwórek i kamienic; przez kolejne nawarstwianie dobudówek, werand i galerii zabudowa sprawia wrażenie zestawionej z "klocków"

- zachodniej – obejmuje pas gruntu między rzeką a ul. św. Trójcy oraz Czartoryskiego; posiada charakter poprzemysłowy, charakterystyczny jest budynek dawnej pralni i farbiarni Wilhelma Koppa – obecnie planowany do przebudowy na hotel[3], oraz dawna rafineria spirytusu Hermanna Frankego wraz z zakładem kąpielowym; na krańcu północnym Wenecji zachował się budynek willowy z wieżyczką.

Od lat 90. XX w. miejsce to staje się coraz bardziej atrakcyjne pod względem turystycznym i handlowym, co spowodowało proces modernizacji zabudowy. Nowa zabudowa powstała przy ul. Przyrzecze. W rejonie ul. Poznańskiej i Wełniany Rynek kamienice przechodzą stopniowe prace renowacyjne i konserwatorskie. W 2002 zbudowano "Bulwar Wenecki", który został wciśnięty między ściany domów a rzekę, ma brukowaną nawierzchnią i metalowe, stylowe barierki.

## Plan filmowy
Wenecja Bydgoska w 2006 r. stała się elementem scenografii filmu dla dzieci reż. Andrzeja Maleszki "Magiczne drzewo". W jednej z kamienic ulokowano mieszkanie głównych bohaterów filmu: rodziny muzyków oraz trojga dzieci. Film, który wszedł na ekrany 18 września 2009 r. obfituje w efekty specjalne, których tło stanowi m.in. Wyspa Młyńska. Jednak pierwszą produkcją fabularną, w którą można zobaczyć Wenecję Bydgoską i ul. św. Trójcy, jest serial "Czterej pancerni i pies" (odc. 16 "Daleki patrol", 1970 r.). W jednej ze scen Tomasz Czereśniak przepływa w stronę Wenecji Bydgoskiej z Wyspy Młyńskiej, a następnie ukrywa się w jednej z niemieckich ciężarówek stojących na ul. św. Trójcy.